# Pour la peau d'un flic
Pour plus de détails, voir Fiche technique et Distribution.
Pour la peau d'un flic est un film français réalisé par Alain Delon, sorti en 1981.

## Synopsis
Choucas, un ancien policier devenu détective privé, est engagé par une femme afin de retrouver sa fille aveugle, Marthe, qui a disparu. Il reçoit la visite de l'inspecteur principal Coccioli qui lui recommande de laisser tomber l'affaire. Peu après la femme est assassinée.
Aidé de sa secrétaire, Charlotte, Choucas tente de dénouer les fils d'un imbroglio où divers services de police et des trafiquants de drogue sont mêlés. Continuant son enquête, Choucas est agressé par un certain Pradier. Il retrouve ensuite Pradier au pied de l'immeuble de la femme tuée. Celui-ci l'attend avec Kasper, un tueur. Tous deux enlèvent Choucas en voiture sous la menace d'une arme en lui intimant l'ordre de conduire. Choucas se débarrasse d'eux.
De retour chez lui, Choucas échappe au piège tendu par le commissaire Madrier venu l'abattre. Il part retrouver son associé, alias Haymann, commissaire de police à la retraite, qui lui sert d'appui et de mentor. Kasper le retrouve à son tour et lui apprend que la bande qui a organisé ces événements détient sa secrétaire. Choucas parvient à la délivrer et comprend que l'affaire est compliquée. Une clinique privée sert de paravent à une usine de fabrication de drogue.
Traqué par la bande mystérieuse et recherché par la police, Choucas découvre qu'il est utilisé par Coccioli, resté à l'arrière-plan, pour tenter de remonter la piste des trafiquants de stupéfiants. Acharné à découvrir la vérité, Choucas se rend à la clinique, retrouve la jeune fille disparue et un autre protagoniste mystérieux qui était lié au père de celle-ci pendant la Seconde Guerre mondiale et avait refait sa vie après la Libération. Il manque d'y laisser sa peau et est sauvé, in extremis, par les forces de l'ordre, guidées par Coccioli.

## Fiche technique
Sauf indication contraire, les informations mentionnées dans cette section peuvent être confirmées par la base de données cinématographiques IMDb,  présente dans la section « Liens externes ».
- Titre : Pour la peau d'un flic
- Réalisation : Alain Delon
- Scénario : Alain Delon et Christopher Frank, d'après le roman Que d'os ! de Jean-Patrick Manchette
- Décors : Théobald Meurisse
- Costumes : Marie-Françoise Perochon
- Photographie : Jean Tournier
- Son : Jean Labussière
- Montage : Michel Lewin
- Assistants réalisateur : Patrick Meunier et Bernard Stora
- Production : Alain Delon
- Coordinateur des combats et des cascades : Claude Carliez et son équipe
- Société de production : Adel Productions
- Société de distribution : UGC-Europe 1
- Pays d’origine :  France
- Langue originale : français
- Format : couleur - 35 mm - 1.66:1
- Genre : Policier
- Durée : 105 minutes
- Date de sortie : 
  - France : 9 septembre 1981
  - Italie : 15 avril 1982

## Distribution
- Alain Delon : Choucas
- Anne Parillaud : Charlotte
- Daniel Ceccaldi : Inspecteur Principal Coccioli
- Jean-Pierre Darras : le commissaire Chauffard
- Xavier Depraz : Kasper
- Michel Auclair : Haymann / Tarpon
- Jacques Rispal : le professeur Bachhoffer
- Gérard Hérold : Pradier
- Pierre Belot : Jude, le pharmacien
- Annick Alane : Isabelle Pigot
- Pascale Roberts : Renée Mouzon
- Willy Holt : l'homme qui a tué Fanch Tanguy
- Jacques Pisias : le commissaire Madrier
- Arièle Semenoff : Marthe Pigot
- Michel Berreur : Pérez
- Jean Barney : le premier ricaneur
- Étienne Chicot : le second ricaneur
- Philippe Castelli : Jean, le barman
- Max Desrau : le capitaine Melis-Sanz
- Dominique Zardi : le chauffeur chauve
- Brigitte Lahaie : l'infirmière de l'institut
- Claire Nadeau : la présentatrice de télévision
- Marie Marczack : la femme au casino
- Henri Attal : l'homme au flipper
- Mireille Darc : « la grande sauterelle » (caméo)

## Autour du film
Pour la peau d'un flic est le premier des deux films dont Alain Delon signe officiellement la mise en scène.  Il s'agit également de la deuxième des trois adaptations d'un roman de Jean-Patrick Manchette mettant Delon en vedette, après Trois hommes à abattre réalisé par Jacques Deray et sorti en 1980, et avant Le Choc, de Robin Davis, qui sort en 1983.  Le film est dédié « à J.P.M. », c'est-à-dire à Jean-Pierre Melville.
Pour la peau d'un flic contribue à faire connaitre Anne Parillaud, qui sera plus tard la vedette de Nikita de Luc Besson.
Vers la 54e minute, Mireille Darc fait un caméo et manque de se faire renverser par la voiture de Choucas (Alain Delon). Ce dernier l'interpelle en l'appelant « la grande sauterelle », en référence au film éponyme dans lequel elle a joué.
L'appartement de Charlotte est rempli d'affiches de films américains parmi lesquels Tous en scène, Les Girls, L'Homme aux abois... Le film qui passe à la télévision est La Diablesse en collant rose de Cukor.
On retrouve le personnage de Tarpon dans le film Polar, réalisé par Jacques Bral et adapté du roman de Manchette Morgue pleine.
La bande originale est signée Oscar Benton avec son titre "Bensonhurt blues".

## Box-office
En France avec 2 377 084 entrées, le film est un succès et se classe en treizième position du box-office de l'année 1981 derrière le film policier Le Professionnel avec Jean-Paul Belmondo (4e) mais devant Diva avec Richard Bohringer (15e).